# Madison megye (Missouri)
Madison megye az Amerikai Egyesült Államokban, azon belül Missouri államban található. Megyeszékhelye és legnagyobb városa Fredericktown. Lakosainak száma 12 626 fő (2020. április 1.). Madison megye Saint Francois, Wayne, Iron, Perry és Bollinger megyékkel határos.

## Népesség
A megye népességének változása:
| Lakosok száma | 12 207 | 12 329 | 12 472 | 12 431 | 12 408 | 12 626 |
|               | 2010   | 2011   | 2012   | 2013   | 2015   | 2020   |